# Lophocolea minor
Espèce
Lophocolea minor est une espèce d'hépatiques  de la classe des Jungermanniopsida (hépatiques à lobes), de la famille des Lophocoleaceae.

## Liste des variétés
Selon Tropicos (8 juillet 2013) (Attention liste brute contenant possiblement des synonymes) :
- variété Lophocolea minor var. chinensis C. Massal.

Certains auteurs réfutent l'appellation Lophocolea minor et proposent Chiloscyphus minor (Nees) J.J. Engel & R.M. Schust. ou Lophocolea heterophylla (Schrad.) Dumort. comme appellation valide.

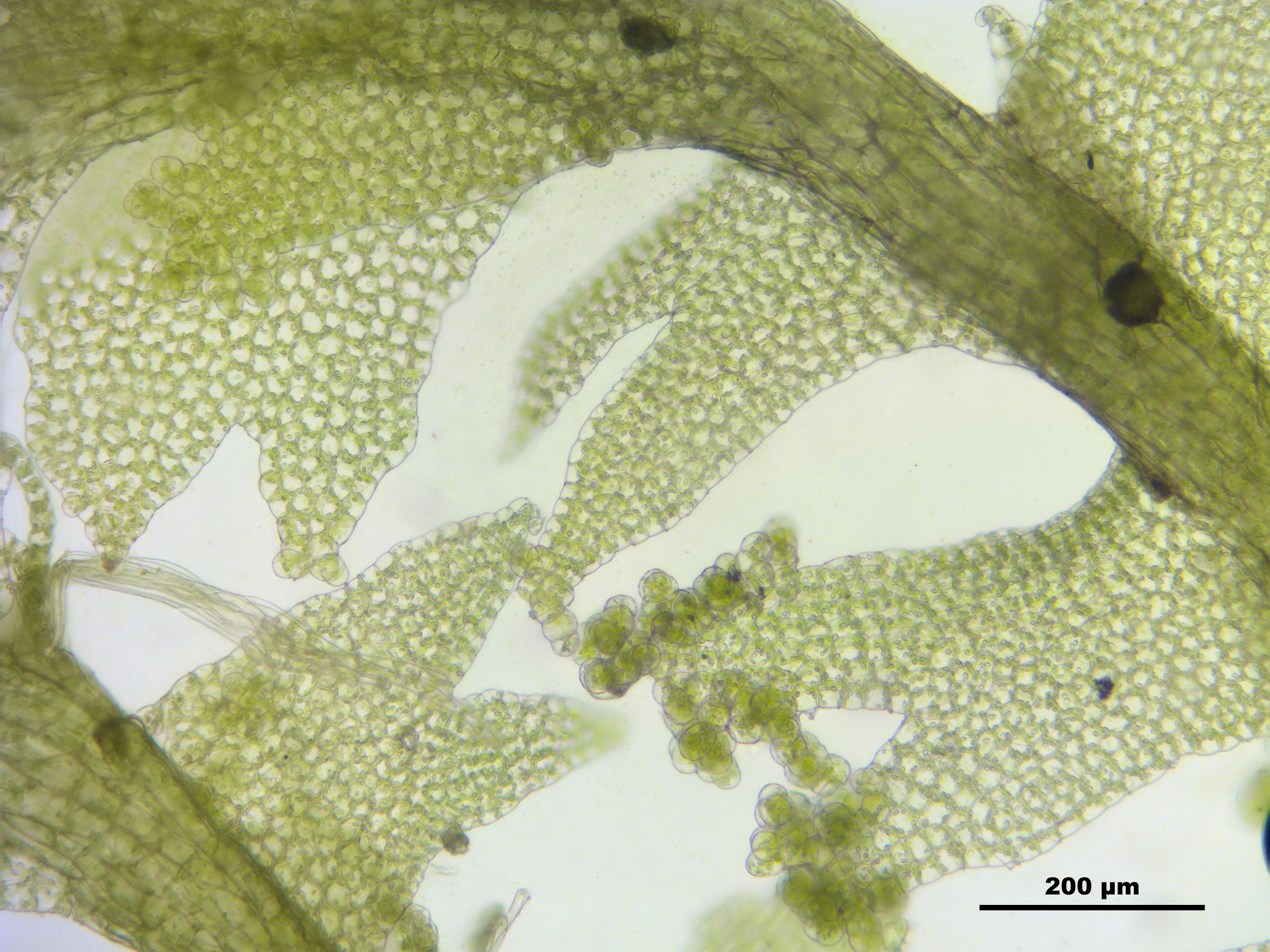
Chiloscyphus minor (microscopie)

## Statut
Cette plante est inscrite sur la liste rouge régionale des Bryophytes du Nord-Pas-de-Calais, comme espèce disparue régionalement. Elle était citée à la fin du XIXe siècle en Forêt de Clairmarais par le Frère Gasilien mais n'a pas été signalée depuis (Lecron, Toussaint et Hauguel 2013).